# Comophorina testaceipennis
Comophorina testaceipennis är en skalbaggsart som beskrevs av Blanchard 1850. Comophorina testaceipennis ingår i släktet Comophorina och familjen Melolonthidae. Inga underarter finns listade i Catalogue of Life.